# Вязель валенсийский
Вя́зель валенси́йский (лат. Coronilla valentina) — типовой вид рода Вязель (Coronilla) семейства Бобовые (Fabaceae).

## Ботаническое описание
Вечнозелёный кустарник до 80 см в ширину и высоту, с листьями, похожими на листья гороха. Цветки ярко-жёлтые. По наблюдениям Линнея, цветки вязеля валенсийского, ароматные днём, ночью аромата не имеют. Цветение весной и осенью. Плод — небольшой боб.

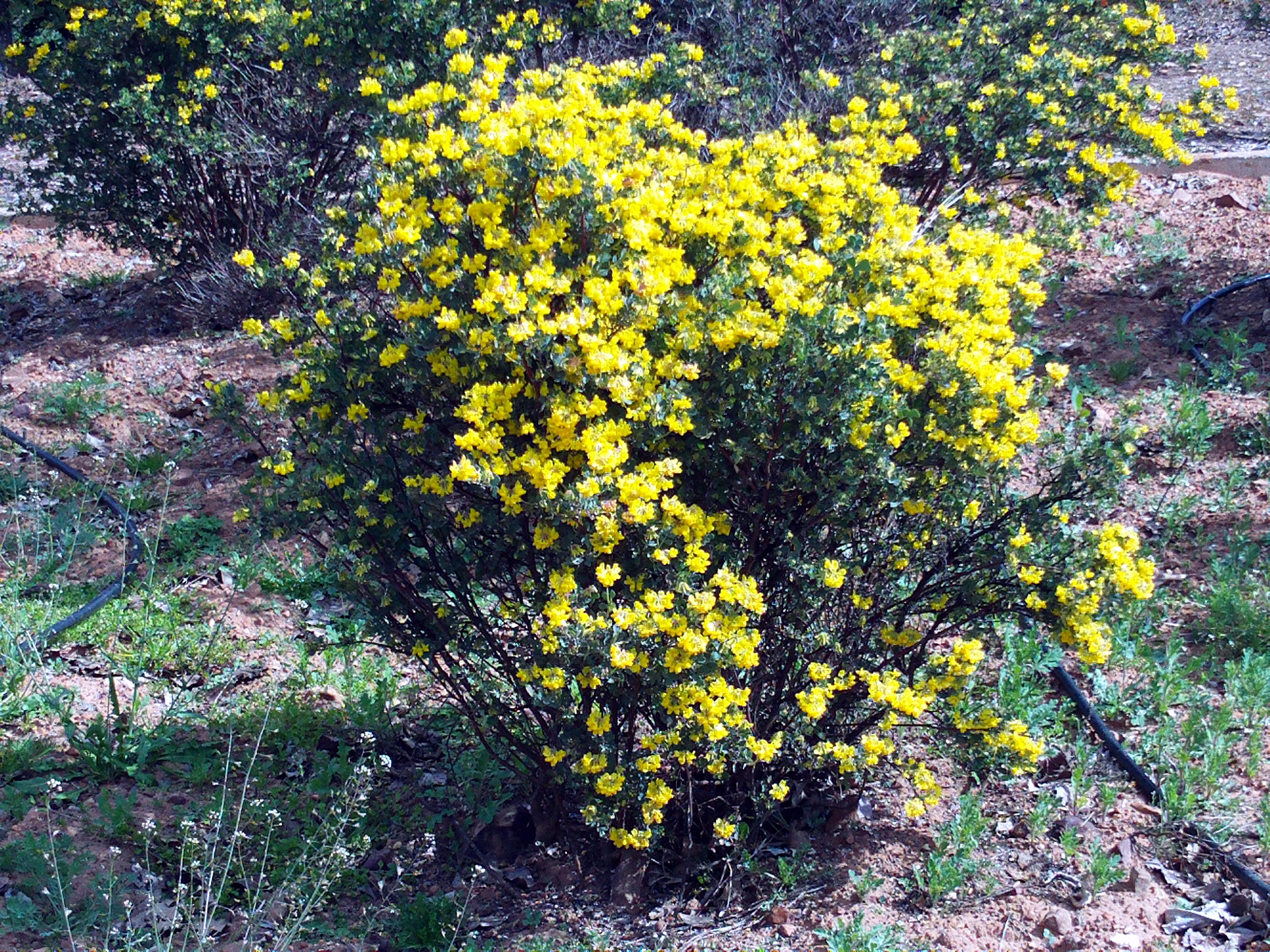
Общий вид цветущего растения
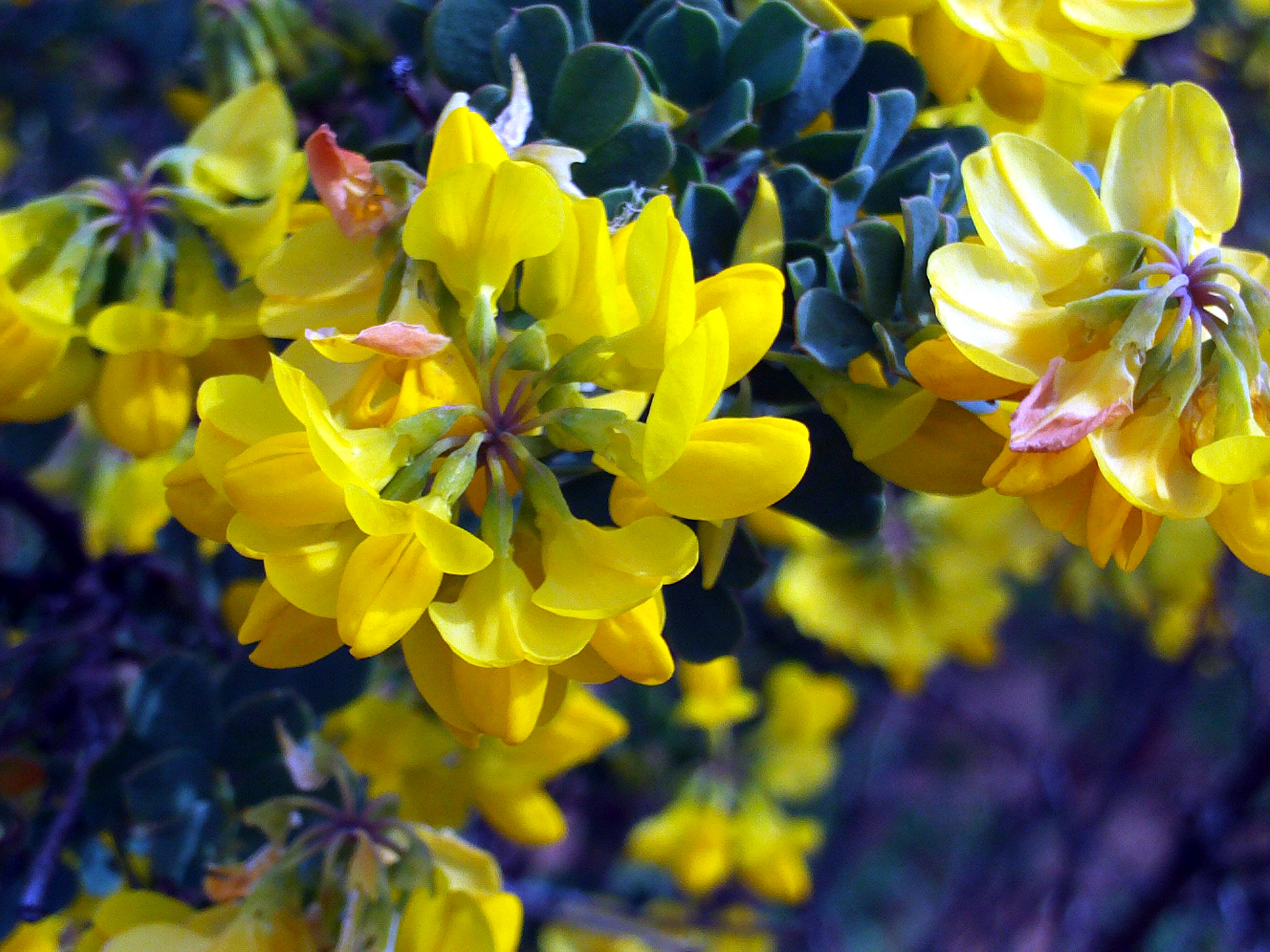
Цветки

## Распространение
В природе произрастает в Португалии, Испании и Хорватии.

## Хозяйственное значение и применение
Выращивается как декоративное садовое растение. Подвид C. valentina subsp. glauca (= Вязель сизый (Coronilla glauca)) и его сорт 'Citrina' удостоены премии AGM Королевского садоводческого общества.